# Razgrad
Razgrad (bulgarsk: Разград) er en by i det nordøstlige Bulgarien. Den er administrationscenter i kommunen med samme navn og i Razgrad-provinsen. Byens navn under tyrkisk styre var Hezargrad[kilde mangler].

## Geografi
Razgrad ligger i dalen som floden Beli Lom løber gennem. Landskabet går under navnet Ludogorie og hører til Donausletten. Middelhøjden i kommunen Razgrad ligger fra 250 til 270 meter over havet.
I løbet af århundrederne har flere handelsveje som forbandt Centraleuropa med Sortehavsregionen og Asien krydset Razgrad.

## Historie
Abrittus var en antik romersk bosætning fra 2. til det 4. århundrede. Resterne af bosætningen findes i Chisarlaka, ca. 3 kilometer fra dagens Razgrad.
I juni 251 blev romerne nedkæmpet i slaget ved Abrittus. Kejser Decius faldt under slaget, som den første romerske kejser dræbt af barbarerne.
Sandsynligvis udviklede dagens by sig fra den bulgarske bosætning Chrasgrad i det 13. århundrede. Efter det osmanniske riges erobring i det 14. århundrede kaldte de byen Chesargrad, Chesegrad eller Chrasgrad, samtidig som bulgarerne kaldte byen Razgrad.
Razgrad er kendt for hajdukerne til vojvoden Tanjo Stojanov. Byen blev 16. januar 1878 under Den russisk-tyrkiske krig (1877-1878) erobret af det 13. russiske armekorps under ledelse af fyrst Alexander Dondukow-Korsakow. Under slaget faldt udover talrige russiske soldater også 68 bulgarske frivillige.

## Demografi
I 1998 var 69 % af indbyggerne bulgarere, hvoraf en del muslimer og pomaker. Tyrkerne udgjorde 27% (landsgennemsnit 9 % og 47 % i Razgrad-provinsen, mens sinti og roma udgjorde 2 %.

## Kultur
Teatret Anton Straschimirow blev grundlagt 1947. Kendt er også Kapanski Ensemble, et danse- og musikensemble opkaldt efter kapanserne, en etnisk gruppe i området Ludogorie.

### Seværdigheder
- Ruinerne af den romerske fæstning Abrittus.
- Ibrahim Pascha-moskeen (opført 1616) – den tredjestørste moske på Balkan
- Sweti Nikolai-kirken (Nikolaus von Myra) opført 1860
- Klokketårnet fra 1864,
- Mausoleet opført 1880 for de russiske soldater som faldt i 1878. Levningerne blev overført der i 1978. Mausoleet er opført efter planer af arkitekt Friedrich Grünanger, som på dette tidspunkt var arkitekt i Razgrad.
- Galleriet "Ilja Petrow"

### Museer
I Razgrad findes følgende museer:
- Etnografisk museum,
- Historisk museum,
- Museet "Stanka og Nikola Ikonomow" (Nikola Ikonomow (1935-1892) var aktivist i forbindelse med løsrivelsen fra det osmanniske rige,
- "Dimitar Nenow"-museet (Nenov (1901-1952) var komponist, pianist og arkitekt),
- Abrittus historiske museum

## Venskabsbyer
- Orjol (Rusland), fra 1968,
- Châlons-en-Champagne (Frankrig), fra 1975,
- Yangzhou (Kina), fra 1975,
- Armagh (Nordirland), fra 1995,
- Brunswick, Ohio (USA), fra 1998,
- Avcılar (Tyrkiet), fra 2000,
- Wittenberge (Tyskland), fra 2001,
- Assen (Holland), fra 2006,
- Posen (Polen), fra 2006,
- Dijon (Frankrig), fra 2007,
- Călăraşi (Rumænien), fra 2007,
- Thessaloniki (Grækenland), fra 2008,

43°32′27″N 26°31′44″Ø / 43.540895°N 26.528818°Ø